# Hypoperlida
Hypoperlida – wymarły rząd lub grupa pnia owadów uskrzydlonych. W zapisie kopalnym znany z permu. 

## Systematyka
Takson kopalny Hypoperlida opisał naukowo Andriej Martynow w pracy pt. Permian fossil Insects of North-East Europe, którą opublikowano w 4. numerze czasopisma „Travaux du Musée Géologique prés l'Académie des Sciences de l'URSS” w 1928 roku. Martynow zaproponował rodzinę typową Hypoperlidae, rodzaj typowy Hypoperla i gatunek typowy Hypoperla elegans na podstawie pojedynczych skrzydeł. Rząd Hypoperlida przypisywano do nadrzędu Clareocercaria w infragromadzie nowoskrzydłych, jednak badania z 2017 roku umieszczają go jako grupę pnia w nadrzędzie Paraneoptera, co czyni ją grupą siostrzaną wobec wszystkich innych przedstawicieli tego nadrzędu, w tym wobec Psocodea i pluskwiaków. W obrębie rzędu Hypoperlida wyróżniono podrząd Eukulojina oraz dwie rodziny: Hypoperlidae i Sojanoperidae.

## Morfologia
Użyłkowanie skrzydeł u Hypoperlida jest zbliżone do tegoż u Palaeomanteidae. Przedstawiciele rodziny Hypoperlidae dysponowali jednosegmentowymi, zredukowanymi przysadkami odwłokowymi.

## Występowanie
Skamieniałości owadów z rzędu Hypoperlida znaleziono na terenie dzisiejszej Rosji, m.in. w okolicy miasta Perm. Przedstawiciele rzędu żyli w permie, w okresie od 260–254 do 280–273 mln lat temu. 